# Браиловка (Хмельницкая область)
Браи́ловка (укр. Браїлівка) — село в Новоушицком районе Хмельницкой области Украины.
Население по переписи 2001 года составляло 1025 человек. Почтовый индекс — 32616. Телефонный код — 3847. Занимает площадь 3,219 км². Код КОАТУУ — 6823381001.

## Местный совет
32616, Хмельницкая обл., Новоушицкий р-н, с. Браиловка